# کنترل‌گر (کمیک)
کنترل‌گر (به انگلیسی: Controller) (باسیل سندهرست ) یک شخصیت تخیلی و ابرتبه‌کارانه در کتاب‌های کامیک می‌باشد. این کاراکتر به دست آرچی گودوین و جورج توسکا خلق شده و در مرد آهنی نسخهٔ اول شماره ۱۲ام (آوریل ۱۹۶۹) معرفی شد.
وی همچنین عضو گروه‌های خلافکارانه‌ای چون مجریان جدید است.
جدا از کتاب‌های کامیک، شرکت مارول از کنترل‌گر در دیگر کالاهای خود از جمله پوشاک، اسباب‌بازی، ورق بازی، انیمیشن‌های تلویزیونی و بازی‌های رایانه‌ای استفاده کرده است.